# Krzysztof Prałat
Krzysztof Prałat (ur. 28 września 1978 w Poznaniu) – polski aktor teatralny i filmowy. Absolwent Wydziału Lalkarskiego we Wrocławiu Państwowej Wyższej Szkoły Teatralnej im. Ludwika Solskiego w Krakowie (1998–2003).

## Wybrane role teatralne
- 2019: "12 gniewnych ludzi" Teatr Miejski w Gliwicach - Nr. 4 (reż. Adam Sajnuk)
- 2019: "Plotka" Teatr Miejski w Gliwicach - Koppel (reż. Cezary Iber)
- 2019: "Inna dusza" Teatr Polski w Bydgoszczy - Ojciec Krzyśka (reż. Michał Siegoczyński)
- 2019: "Wieczór kawalerski" Teatr Miejski w Gliwicach - Dupont (reż. Giovanny Castellanos)
- 2018: "Najmrodzki, czyli dawno temu w Gliwicach" Teatr Miejski w Gliwicach (reż. Michał Siegoczyński)
- 2012: "Gdzie jest Pinokio" Instytut Teatralny - Pinokio (reż. Robert Jarosz)
- 2010: "Iwona, księżniczka Burgunda" Teatr Powszechny - Cyryl (reż. Mate Szabo)
- 2010: "Romeo i Julia" Teatr Powszechny - Ojciec Laurenty (reż. Katarzyna Deszcz)
- 2009: „2084” Teatr na Woli, Teatr Powszechny w Radomiu – Krzyś (reż. Michał Siegoczyński)
- 2009: „Romeo i Julia” Teatr Powszechny w Radomiu – ojciec Laurenty (reż. Katarzyna Deszcz)
- 2009: „Hiob” Teatr Powszechny – Elifaz (reż. Krzysztof Babicki)
- 2009: „Piaf” Teatr Powszechny – Charles Aznavour (reż. Tomasz Dutkiewicz)
- 2009: „Król Edyp” Teatr Powszechny w Radomiu – Kreon (reż. Bartłomiej Wyszomirski)
- 2008: „Ferdydurke” Teatr Powszechny w Radomiu – Profesor Bladaczka (reż. Bartłomiej Wyszomirski)
- 2008: „Prywatna klinika” Teatr Powszechny – Alek (reż. Jerzy Bończak)
- 2008: „Wizyta starszej pani” Teatr Powszechny – Nauczyciel (reż. Katarzyna Deszcz)
- 2008: „Dawaj” Teatr Powszechny – Sasza Kukin (reż. Jerzy Wasiuczyński)
- 2007: „Mayday” Teatr Powszechny – Komisarz Mazurek (reż. Andrzej Zaorski)
- 2005: „Taśma” Teatr Konsekwentny Stara Prochownia w Warszawie – Jon (reż. Michał Siegoczyński)
- 2005: „Kordian” Teatr Powszechny – Kordian (reż. Adam Sroka)
- 2005: „Ślub – akt podróżny” Teatr Powszechny – Władzio (reż. Adam Sroka)

## Filmy i seriale
W filmie zadebiutował jeszcze jako student rolą Ryśka w komedii Jak to się robi z dziewczynami (reżyseria: Przemysław Angerman, premiera 15 listopada 2002 r., dystrybucja kinowa: ITI Cinema), potem zagrał rolę pielęgniarza w filmie i serialu PitBull (reżyseria: Patryk Vega, premiera: 4 września 2005 r., dystrybucja kinowa: Studio Interfilm, emisja telewizyjna TVP2). Zagrał także rolę stażysty Piotrka Mrozowicza w serialu Szpital na perypetiach oraz doktora Piotra Mrozowicza w jego kontynuacji, czyli w serialu Daleko od noszy. Pojawił się także jako Michał Gorczyca w serialu Codzienna 2 m. 3; pracownik Wumelu w kilku odcinkach serialu Dwie strony medalu; Xawery w serialu Hela w opałach; robotnik w Na dobre i na złe; psychoterapeuta w Na Wspólnej; narzeczony Bjuti w Baobab, czyli zielono mi i kilku innych. Brał udział w programie Sylwester z Jedynką 2006/2007 (TVP).

## Wybrane role filmowe i telewizyjne
- 2001–2003: Szpital na perypetiach – stażysta Piotrek Mrozowicz
- 2002: Jak to się robi z dziewczynami – Rychu, przyjaciel Bogiego
- 2003–2012: Na Wspólnej – dziennikarz
- 2003: Daleko od noszy – doktor Piotr Mrozowicz (odc. 3, 4 i 6)
- 2003: Bao-Bab, czyli zielono mi – narzeczony „Bjuti” (odc. 10)
- 2004–2013: Pierwsza miłość – Czesiek, pracownik firmy sprzątającej „Ramzes”
- 2005: Pitbull – pielęgniarz (odc. 2)
- 2005: PitBull – pielęgniarz
- 2006: Codzienna 2 m. 3 – Michał Gorczyca (odc. 28 i 29)
- 2007: Dwie strony medalu – pracownik „Wumelu”
- 2008: Hela w opałach – Xawery (odc. 56)
- 2009: Na dobre i na złe – robotnik (odc. 370)
- 2017: Botoks - Lekarz położnik
- 2018: Kobiety mafii - Lekarz
- 2019: Mayday - Kasjer na Służewcu

## Nagrody i wyróżnienia
Nagrody i wyróżnienia:
- 2009 – główna nagroda aktorska za najlepszą rolę męską XV Konkursu na Wystawienie Polskiej Sztuki Współczesnej – spektakl 2084;
- 2009 – uznany za wschodzący talent teatralny w rankingu krytyka Łukasza Drewniaka (Dziennik Polska-Europa-Świat): Prałat ma warunki prawie allenowskie, chudy, cierpiąca twarz etatowego rozśmieszacza mimo woli.[...] To rzadki przypadek aktora, w którym absurd spotyka się z romantyzmem. Psychologia z bezbłędnym wyczuciem groteski.
- 2006 – Aktorska Nagroda Specjalna na 46. Kaliskich Spotkaniach Teatralnych za rolę Jona w spektaklu Taśma w reżyserii Michała Siegoczyńskiego
- 2006 – Nagroda Prezydenta Miasta Radomia z okazji Międzynarodowego Dnia Teatru
- 2004 – wyróżnienie dla najciekawszych aktorów młodego pokolenia przyznane z okazji wydania 100. numeru miesięcznika ELLE
- 2000 – druga nagroda na XLV Ogólnopolskim Konkursie Recytatorskim za monodram Motyw
- 1998 – pierwsza nagroda na XLIII Ogólnopolskim Konkursie Recytatorskim za monodram Szklana góra